# Massimo Nosetti
Massimo Nosetti ( Alexandrie, 5 janvier 1960 - Turin, 12 novembre 2013 ) est un compositeur, chef d'orchestre italien, professeur de musique classique et organiste titulaire de la Cathédrale Saint-Jean-Baptiste de Turin et du sanctuaire de Sainte Rita à Turin.

## Biographie
Massimo Nosetti étudie l'orgue, la composition, la polyphonie vocale, la musique chorale et la direction de chœur aux Conservatoires de Turin et de Milan ; pour l'orgue, diplômé sous la direction de E. Girardi et G. Donati, il se perfectionne en Suisse et en France auprès des maîtres Pierre Pidoux et Jean Langlais.
Il devient professeur d'orgue et de composition d'orgue au Conservatoire de Coni et du master en orgue romantique à l'Académie diocésaine de musique sacrée de San Rocco d'Alexandrie.
Une intense activité de concert dans presque tous les pays européens ainsi qu'en Amérique du Nord et du Sud, en Asie et en Océanie l'amène souvent à se produire dans les plus importants festivals internationaux d'orgue.
Du côté de l'enseignement, il a dirigé de nombreuses classes de maître sur la littérature romantique et post-romantique dans divers lieux universitaires, notamment au Japon, en Corée et aux États-Unis. L'activité d'interprète est accompagnée de celle de directeur de chœur (du chœur de la cathédrale de Turin de 1980 à 1994 et avec le groupe vocal Cantus Firmus qu'il a fondé), orchestre et compositeur avec la publication de nombreuses œuvres, principalement orgue et chœur. Il s'agit de la musique des films de présentation des expositions du Saint Suaire de Turin en 1998 et 2000 interprétées par l'Orchestre symphonique national de la RAI. Parmi les dernières œuvres publiées, figure le volume L'Organista per la Liturgia (éd. Eurarte) et la collection de pièces d'orgue A Portrait of M. Nosetti (éd. Animus, Angleterre).
En tant que membre de la Commission diocésaine de musique sacrée, il s'occupe des problèmes de planification, de construction et de restauration liés à l'orgue.
Il est directeur du secrétariat des organistes de l'Association italienne Sainte-Cécile, dont il est également vice-président de 1999 à 2004.
À l'été 2005, il accompagne l'école chorale de la cathédrale de Lugano comme organiste pour une tournée musicale dans les plus prestigieuses cathédrales anglaises, sous la direction de Robert Michaels. 
Il meurt prématurément et subitement le 12 novembre 2013 à l'âge de 53 ans des suites d'un cancer du pancréas. Les funérailles ont été célébrées par Monseigneur Cesare Nosiglia le 16 novembre au sanctuaire de Santa Rita à Turin.

## Discographie
Il existe de nombreuses collaborations et enregistrements pour divers organismes de radio italiens et étrangers. Massimo Nosetti enregistre à l'orgue 21 disques dédiés à différents aspects de la littérature pour orgue, de la Renaissance à nos jours, principalement pour le label Syrius.